# Zenda (Kansas)
Zenda è un comune degli Stati Uniti d'America, situato nello Stato del Kansas, nella Contea di Kingman.